# Башкалия
Башкалия (на румънски: Başcalia) е село, разположено в Бесарабски район, Молдова.

## История

### В Русия
Първото документално споменаване на селото е от 17 март 1814 година. През 1818 година то е населено от 94 жители, молдовани, а в 1827 - от 138 жители молдовани (32 семейства, 79 мъже, 59 жени). Смята се, че първите жители на селото са мокани от Трансилвания.
Според някои данни през 1830 година в селото се заселват 495 души българи, преселници от село Изворник (Провадийско). Точността на тази информация по отношение на броя на преселниците се поставя под съмнение от някои автори, според които броят на българските преселници е 100 души – 53 мъже и 47 жени (18 семейства).
През 1835 година общият брой на населението е 250 - 133 мъже и 117 жени. Според данни от 1915 година в Башкалия живеят 1037 молдовани и 592 българи.

### В Румъния
През 1918-1940 и 1941-1944 година Башкалия е в границите на Румъния. Засливат се процесите на асимилация на българските му жители.
Официалната румънска статистика от 1930 година сочи 2272 жители на селото, от които 2017 румънци, 205 българи, 37 гагаузи, 13 евреи. 2202 от тях са декларирали за майчин език румънски, 52 – български, 6 – турски, а 13 – идиш.

## Население
Населението на селото през 2004 година е 3903 души, от тях:
- 3840 – молдовани (98,38 %)
- 36 – гагаузи (0,92 %)
- 11 – руснаци (0,28 %)
- 6 – румънци (0,15 %)
- 6 – украинци (0,15 %)
- 1 – българин (0,02 %)
- 3 – други националности или неопределени (0,07 %)

## Родени в Башкалия
- Василе Тарлев (р. 1963) – политик, министър-председател на Молдова (2001 – 2008), българин по произход